# 功德林素食

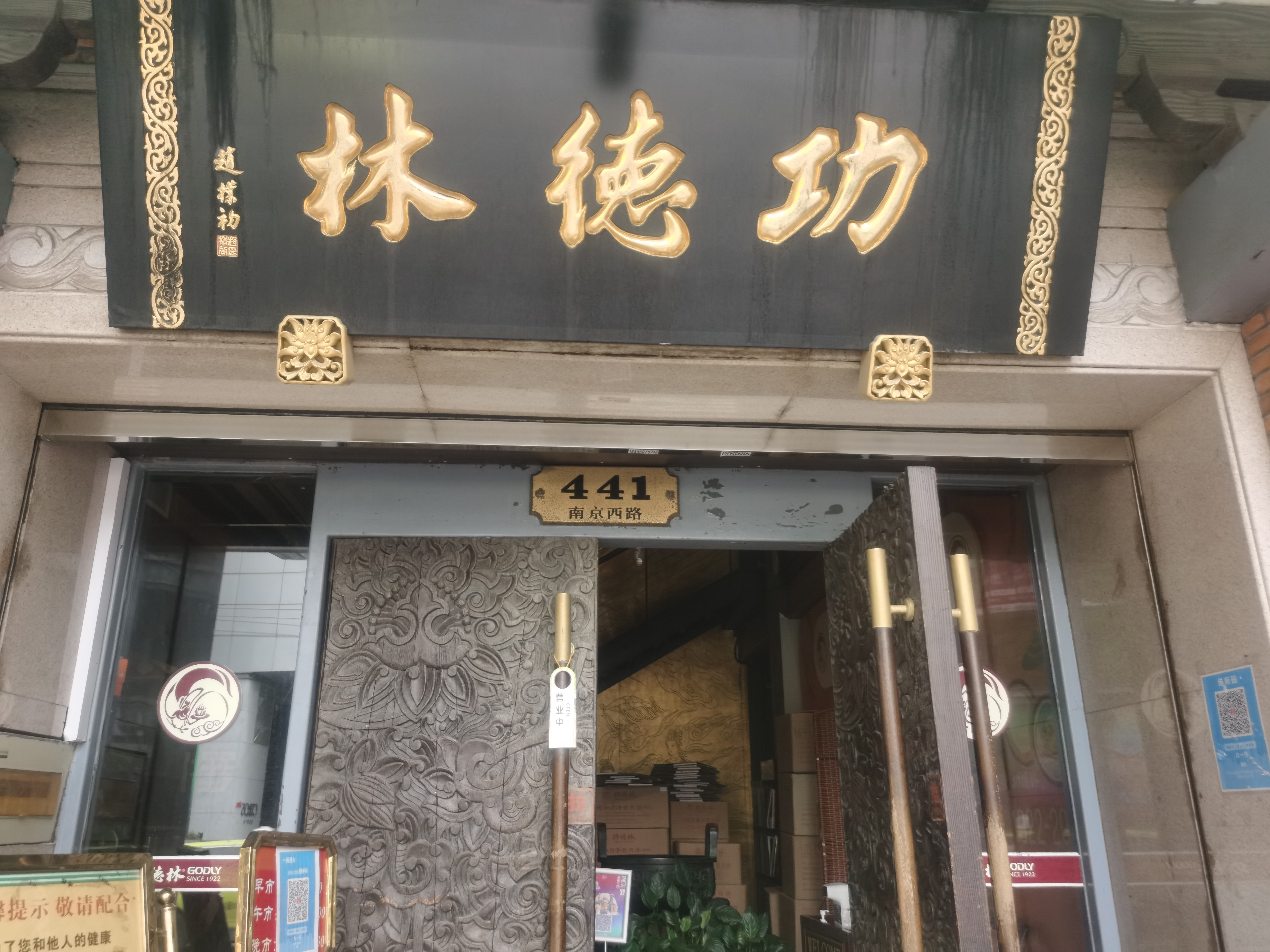
功德林总店

功德林素食是中華人民共和國上海市一家素食企業。該企業擅長將素食做成葷菜模樣。該企業的淨素月餅曾獲得全國質量信譽獎。功德林素食最初是成立於1922年的一家素食菜館。1996年成為功德林素食有限公司。原來地址位於黃河路43號。1997年搬遷至南京西路445號。

## 外部連結
- 官方网站